# Wohn- und Wirtschaftsgebäude Barcheler Straße 4
Das Wohn- und Wirtschaftsgebäude Barcheler Straße 4 in der niedersächsischen Gemeinde Oerel, Ortsteil Barchel, wurde zur Mitte des 19. Jahrhunderts gebaut. Aktuell (2025) wird es zum Wohnen und gewerblich genutzt.
Das Gebäude steht unter Denkmalschutz (siehe auch Liste der Baudenkmale in Oerel).

## Geschichte und Beschreibung
Oerel wurde erstmals 937 erwähnt und Barchel im 14. Jahrhundert. Beide Orte gehören zur heutigen Samtgemeinde Geestequelle im Landkreis Rotenburg (Wümme).
Das eingeschossige traufständige große Wohn- und Wirtschaftsgebäude wurde laut einer Inschrift im Jahr 1857 erbaut. Es wurde als Zweiständer-Hallenhaus in Fachwerk mit Steinausfachungen ausgeführt. Das Krüppelwalmdach wurde mit Hohlpfannen gedeckt, der Korbbogen der Grooten Door später verglast.
Das Landesdenkmalamt befand das Gebäude u. a. als schützenswert, weil es sich um „… ein regionstypisches Hallenhaus der zweiten Hälfte des 19. Jahrhunderts in Zweiständerkonstruktion ….“ handele.